# سرسو (کاسرس)
سرسو (به اسپانیایی: Cerezo) یک منطقهٔ مسکونی در اسپانیا است که در استان کاسرس واقع شده‌است. سیرزو ۱۸٫۱۴ کیلومتر مربع مساحت دارد.